# 디트리히 에카르트
디트리히 에카르트(독일어: Dietrich Eckart, 1868년 3월 23일 ~ 1923년 12월 26일)는 독일의 민족운동가 시인, 극작가, 언론인, 출판인, 정치 활동가였다. 나치당의 전신인 독일 노동자당의 창립자 중 한 명이었다. 에카르트는 당의 초기에 아돌프 히틀러에게 중요한 영향을 미쳤으며, 당 기관지인 《푈키셔 베오바흐터》(Völkischer Beobachter, "민족의 관찰자")의 최초 발행인이자 당의 첫 번째 당가인 "슈투름을리트"(Sturmlied, "돌격가")의 작사가였다. 1923년 뮌헨 폭동에 참여했으며, 같은 해 12월 26일 란츠베르크 교도소에서 석방된 직후 심근 경색으로 사망했다.
1933년 나치 독일이 수립되면서 에카르트는 주요 사상가의 지위로 격상되었다. 히틀러는 그를 나치즘의 정신적 공동 창시자이자 "초기 국가사회주의 운동의 지도적 빛"으로 인정했다.

## 어린 시절
에카르트는 1868년 3월 23일 바이에른 왕국의 노이마르크트에서 태어났다. 이곳은 뉘른베르크에서 남동쪽으로 약 32킬로미터 떨어진 곳이다. 아버지 크리스티안 에카르트는 왕실 공증인이자 변호사였고, 어머니 안나는 독실한 가톨릭 신자였다. 에카르트의 어머니는 그가 10살 때 사망했고, 그는 여러 학교에서 퇴학당했다. 1895년 아버지가 사망하면서 상당한 유산을 남겼지만, 에카르트는 이를 곧 탕진했다.

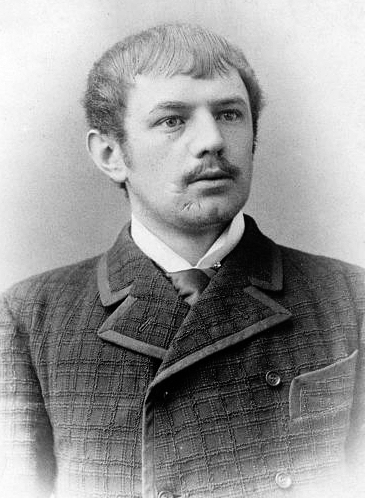
1890년 경의 에카르트

젊은 시절의 에카르트는 처음에 에를랑겐에서 법학을 공부했고, 나중에는 뮌헨의 루트비히 막시밀리안 뮌헨 대학교에서 의학을 공부했다. 학생 단체에서는 열성적으로 펜싱과 음주 활동에 참여했다. 1891년 그는 시인, 극작가, 언론인이 되기로 결심했다. 모르핀 중독 진단을 받고 거의 곤경에 처한 상태에서 1899년 베를린으로 이주했다. 그곳에서 주로 자전적인 내용의 여러 연극 작품을 썼고, 프로이센 왕립 극장의 예술 감독이었던 게오르크 폰 휠젠헤젤러 백작(1858년~1922년)의 후원을 받았다. 결투 후 에카르트는 파사우 오버하우스에 수감되었다.
극작가로서 에카르트는 1912년 헨리크 입센의 《페르 귄트》를 각색한 작품으로 성공을 거두었다. 이 작품은 베를린에서만 600회 이상 공연되었다. 에카르트는 《페르 귄트》 이후 다시는 그와 같은 연극적 성공을 거두지 못했고, 자신의 수많은 실패를 독일 문화에 대한 유대인의 영향 탓으로 돌렸다. 그러나 그 한 편의 연극으로 그는 부자가 되었을 뿐만 아니라, 후에 히틀러를 수십 명의 중요한 독일 인사들에게 소개할 수 있는 사회적 인맥을 얻게 되었다. 이러한 소개는 히틀러의 권력 장악에 결정적인 역할을 했다. 이후 에카르트는 민족운동 작가 외르크 란츠 폰 리벤펠스와 철학자 오토 바이닝거의 저작을 바탕으로 "천재 초인"의 이데올로기를 발전시켰다. 에카르트는 자신을 하인리히 하이네, 아르투어 쇼펜하우어, 안겔루스 질레지우스의 전통을 잇는 사람으로 여겼다. 그는 또한 불교의 마야(환상) 교리에 매료되었다.
1907년부터 에카르트는 베를린시 외곽 서쪽의 되베리츠 맨션 단지에서 동생 빌헬름과 함께 살았다. 1913년 바트블랑켄부르크 출신의 부유한 미망인 로제 마르크스와 결혼하고 뮌헨으로 돌아갔다.

## 에카르트의 《페르 귄트》 각색
에카르트의 5막으로 구성된 입센 작품 각색에서, 이 연극은 "민족주의와 반유대주의 사상을 강력하게 극화한 작품"이 되었다. 여기서 귄트는 암묵적으로 유대인을 상징하는 "트롤"들과 투쟁하는 우월한 게르만 영웅을 대표한다. 입센의 원작에서 페르 귄트는 "세계의 왕"이 되기 위해 노르웨이를 떠나지만, 이기적이고 기만적인 행동으로 인해 그의 육체와 영혼은 파괴되고 결국 수치스럽게 고향 마을로 돌아온다. 그러나 에카르트는 귄트를 트롤 같은, 즉 유대인의 세계에 도전하는 영웅으로 본다. 따라서 그의 죄는 고귀한 것이며, 귄트는 자신의 젊은 시절의 순수함을 되찾기 위해 돌아온다. 이러한 인물 해석은 에카르트의 영웅인 오토 바이닝거의 영향을 받은 것으로, 그는 이를 통해 귄트를 반유대주의적 천재로 보게 되었다. 이 인종적 우화에서 트롤과 도브레구벤("도브레 거인")은 바이닝거의 "유대성" 개념을 대표한다.
후에 에카르트는 히틀러가 나치당 총통이 된 직후 그에게 선물한 이 연극 대본에 이렇게 적었다. "세계의 왕이 되겠다는 [귄트의] 생각을 '권력 의지'로 문자 그대로 받아들여서는 안 됩니다. 이면에는 결국 그의 모든 죄가 용서받을 것이라는 영적 믿음이 숨어 있습니다." 그는 히틀러에게 "독일의 메시아"가 되려는 그의 추구에서 목적이 수단을 정당화하므로, 폭력이나 다른 사회적 규범의 위반을 사용하는 것에 대해 걱정할 필요가 없다고 조언했다. 귄트처럼 그의 죄도 용서받을 것이기 때문이다. 연극 서문에서 에카르트는 이렇게 썼다. "세계는 독일적 본성에 의해, 즉 더 넓은 의미에서 자기희생의 능력 그 자체에 의해 치유될 것이며, 순수한 신성으로 돌아갈 것입니다. 하지만 이는 오직 '트롤'들의 연합군에 대한 유혈의 섬멸전 이후에만 가능할 것입니다. 다시 말해, 지구를 감싸고 있는 미드가르드 뱀, 즉 거짓의 파충류적 화신에 대한 섬멸전 이후에 말입니다."

## 반유대주의와 독일 노동자당(DAP) 창립
에카르트는 처음부터 반유대주의자는 아니었다. 예를 들어, 1898년 그는 유대인 소녀의 미덕과 아름다움을 찬양하는 시를 썼고 이를 출판했다. 반유대주의로 전향하기 전, 그가 가장 존경했던 두 사람은 시인 하인리히 하이네와 오토 바이닝거였는데, 이들은 모두 유대인이었다. 그러나 바이닝거는 개신교로 개종했으며, "자기혐오적 유대인"으로 묘사되었고 결국 반유대주의적 견해를 표명했다. 바이닝거에 대한 에카르트의 존경심이 그의 전향에 일정 부분 영향을 미쳤을 수 있다.
1918년 12월, 에카르트는 툴레 협회의 재정 지원을 받아 반유대주의적 주간지 《아우프 구트 도이치》(Auf gut Deutsch, "순수 독일어로")를 창간하고 발행 및 편집했다. 그는 알프레트 로젠베르크(그가 "예루살렘에 대항하는 전우"라고 불렀던)와 고트프리트 페더와 함께 일했다. 독일 혁명과 바이마르 공화국의 강력한 비판자로서, 그는 베르사유 조약을 격렬히 반대했으며 이를 반역으로 여겼다. 또한 이른바 배후중상설(Dolchstoßlegende)을 지지했는데, 이는 사회민주주의자들과 유대인들이 독일의 전쟁 패배의 원인이라는 주장이었다.
에카르트의 반유대주의는 《시온 장로 의정서》 출판물의 영향을 받았다. 이 책은 10월 혁명을 피해 도망친 "백계 러시아" 망명자들에 의해 독일에 들어왔다. 이 책은 세계 지배를 위한 국제적 유대인 음모를 개괄한다고 주장했으며, 많은 우익과 민족운동 정치 인사들은 이를 사실로 믿었다.
오랫동안 베를린에서 살았던 에카르트는 1913년 뮌헨으로 이주했는데, 이는 히틀러가 빈에서 뮌헨으로 이주한 해와 같았다. 1919년 1월, 그는 페더, 안톤 드렉슬러, 카를 하러와 함께 독일 노동자당(Deutsche Arbeiterpartei, DAP)을 창립했다. 더 넓은 대중의 지지를 얻기 위해 1920년 2월 당명을 국가사회주의 독일 노동자당(Nationalsozialistische Deutsche Arbeiterpartei, NSDAP)으로 변경했으며, 이는 나치당으로 더 잘 알려져 있다. 1920년 12월 당이 《뮌헤너 베오바흐터》를 매입할 때 에카르트가 이를 위한 대출을 주선하면서 큰 역할을 했다. 6만 마르크는 프란츠 리터 폰 에프 장군이 이용할 수 있는 독일 육군 자금에서 나왔으며, 에카르트의 집과 재산이 담보로 제공되었다. 에카르트의 친구이자 당의 후원자였던 아우크스부르크의 화학자이자 공장주인 고트프리트 그란델 박사가 보증인이 되었다. 신문은 《푈키셔 베오바흐터》로 개명되어 당의 공식 기관지가 되었고, 에카르트가 초대 편집장 겸 발행인을 맡았다. 그는 또한 나치 슬로건인 "독일이여 깨어나라"(Deutschland erwache)를 만들었고, 이를 바탕으로 한 당가 "슈투름을리트"의 가사를 썼다.
1921년 에카르트는 제1차 세계 대전 중 3주 이상 전선에서 복무한 아들들이 있는 유대인 가족을 한 가족이라도 지목할 수 있는 사람에게 1,000마르크를 주겠다고 약속했다. 하노버의 랍비 자무엘 프로인트는 이 조건을 충족하는 20 세대의 유대인 가족을 거명했고, 에카르트가 보상금 지급을 거부하자 그를 고소했다. 재판 중 프로인트는 50 세대의 유대인 가족을 추가로 거명했는데, 이들 중에는 최대 7명의 참전 용사가 있는 가족도 있었고, 전쟁에서 최대 3명의 아들을 잃은 가족도 있었다. 에카르트는 소송에서 패소하여 보상금을 지급해야 했다.

## 에카르트와 히틀러
에카르트는 아돌프 히틀러의 초기 중요 멘토 중 한 명으로서 미래의 독재자 히틀러의 페르소나를 만드는 데 중요한 역할을 했으며, "히틀러 신화"의 최초 전파자 중 한 사람이었다. 그들의 관계는 단순히 정치적인 것이 아니었으며, 두 사람 사이에는 강한 정서적, 지적 유대감이 있었고, 거의 공생 관계에 가까웠다. 에카르트는 히틀러에게 진정한 독일 혁명의 기초로서 "영혼 없는 유대성"을 극복해야 한다는 철학을 전수했는데, 이는 1918년의 거짓 혁명과는 달랐다. 히틀러는 자수성가한 사람으로 자신을 내세워야 했기에 공개적으로 에카르트에 대한 빚을 언급하지 않았지만, 사적으로는 에카르트를 자신의 스승이자 멘토로, 그리고 나치즘의 정신적 공동 창시자로 인정했다.
두 사람은 1919년 겨울 히틀러가 DAP 회원들 앞에서 연설했을 때 처음 만났다. 히틀러는 즉시 에카르트에게 깊은 인상을 남겼고, 에카르트는 그에 대해 "그의 전체적인 존재 방식에 끌렸고, 곧 그가 우리의 젊은 운동에 정확히 맞는 사람이라는 것을 깨달았다"고 말했다. 에카르트가 히틀러와의 첫 만남에서 "저 사람이 독일의 다음 위인이다 - 언젠가 전 세계가 그에 대해 이야기할 것이다"라고 말했다는 것은 아마도 나치의 전설일 것이다. 에카르트는 툴레 협회의 회원이 아니었다.
히틀러보다 21살 많았던 에카르트는 히틀러와 헤르만 에서를 포함한 젊은 민족운동가들의 아버지 같은 존재가 되었다. 그는 두 사람이 충돌할 때 중재자 역할을 했으며, 에서에게 히틀러가 DAP의 최고 연설가라고 여겼던 그가 훨씬 뛰어난 사람이라고 말했다. 그는 히틀러의 멘토가 되어 그와 아이디어를 교환하고 당의 이론과 신념을 확립하는 데 도움을 주었다. 그는 히틀러에게 책을 빌려주고, 트렌치코트를 선물했으며, 히틀러의 말하기와 글쓰기 스타일을 교정해 주었다. 히틀러는 후에 "문체적으로 나는 여전히 유아였다"고 말했다. 에카르트는 또한 지방 출신인 히틀러에게 적절한 예절을 가르쳤으며, 히틀러를 자신의 후계자로 여겼다.
히틀러와 에카르트는 예술과 정치에 대한 관심, 자신을 주로 예술가로 여기는 점, 우울증에 걸리기 쉬운 점 등 많은 공통점이 있었다. 또한 둘 다 초기에 유대인의 영향을 받았다는 점에서도 비슷했는데, 이는 둘 다 언급하기를 꺼리는 사실이었다. 에카르트와 달리 히틀러는 유대인을 별개의 인종으로 보지 않았지만, 두 사람이 만났을 때 히틀러의 목표는 이미 "유대인의 완전한 제거"였고, 에카르트는 모든 유대인을 기차에 태워 홍해로 몰아넣어야 한다는 의견을 표명한 바 있었다. 그는 또한 독일 여성과 결혼한 유대인은 3년간 감옥에 가두어야 하며, 재범 시 처형해야 한다고 주장했다. 역설적이게도 에카르트는 인류의 존재가 아리아인과 유대인 사이의 대립에 달려 있으며, 하나가 없으면 다른 하나도 존재할 수 없다고 믿었다. 1919년 에카르트는 "유대 민족이 멸망한다면 모든 시대의 끝이 될 것"이라고 썼다.
에카르트는 히틀러에게 뮌헨 예술계로의 입문을 도왔다. 그는 히틀러를 화가 막스 체퍼와 그의 반유대주의 예술가 살롱, 사진작가 하인리히 호프만에게 소개했다. 또한 알프레트 로젠베르크를 히틀러에게 소개한 것도 에카르트였다. 1920년부터 1923년 사이, 에카르트와 로젠베르크는 히틀러와 당을 위해 끊임없이 노력했다. 로젠베르크를 통해 히틀러는 로젠베르크의 영감의 원천인 휴스턴 스튜어트 체임벌린의 저작을 접하게 되었다. 로젠베르크와 에카르트 모두 러시아에 관한 주제에서 히틀러에게 영향력이 있었다. 에카르트는 러시아를 독일의 자연스러운 동맹국으로 보았으며, 1919년에 "독일 정치는 볼셰비키 정권을 제거한 후 새로운 러시아와 동맹을 맺는 것 말고는 거의 선택의 여지가 없다"고 썼다. 그는 독일이 "현재의 유대인 정권", 즉 볼셰비키에 대항하는 러시아 국민의 투쟁을 지원해야 한다고 강하게 느꼈다. 로젠베르크도 히틀러에게 이와 같은 조언을 했으며, 두 사람은 히틀러에게 동방 정책의 지적 기반을 제공했고, 이는 후에 막스 에르빈 폰 쇼이프너리히터에 의해 실용화되었다.
1920년 3월, 히틀러를 처음 정치에 입문시킨 독일 참모본부 장교 카를 마이어의 요청으로 히틀러와 에카르트는 베를린으로 날아가 볼프강 카프를 만나 카프 폭동에 참여하고, 카프의 세력과 마이어를 연결하고자 했다. 카프와 에카르트는 서로 알고 있었는데, 카프는 에카르트의 주간지를 지원하기 위해 1,000 마르크를 기부한 바 있었다. 그러나 이 여행은 성공적이지 못했다. 가짜 수염을 쓴 히틀러는 고소공포증이 있었고 비행 중 멀미를 했는데, 이는 그의 첫 비행기 여행이었다. 베를린에 도착했을 때 폭동은 이미 무너지고 있었다. 그들은 베를린 사람들에게도 좋은 인상을 주지 못했는데, 발데마르 팝스트 대위는 "당신들의 모습과 말투를 보면 사람들이 비웃을 것"이라고 말했다고 한다.
에카르트는 히틀러를 민족운동과 연관된 부유한 잠재적 후원자들에게 소개했다. 그들은 에카르트의 인맥을 이용해 뮌헨에서 DAP를 위한 자금을 모으기 위해 함께 일했지만, 큰 성공을 거두지는 못했다. 그러나 에카르트가 부유하고 권력 있는 사람들과 더 잘 연결되어 있던 베를린에서는 상당한 자금을 모았는데, 여기에는 범독일연맹의 고위 관리들도 포함되어 있었다. 그들은 함께 자주 수도로 여행했다. 이 중 한 번의 여행에서 에카르트는 히틀러를 그의 미래 예절 교사가 될 사교계 인사 헬레네 벡스타인에게 소개했고, 이를 통해 히틀러는 베를린 상류층 사이에서 활동하기 시작했다.
1921년 6월, 히틀러와 에카르트가 베를린에서 모금 여행을 하는 동안 뮌헨의 나치당 내에서 반란이 일어났다. 집행위원회 멤버들은 경쟁 정당인 독일 사회당(DSP)과의 합병을 원했다. 히틀러는 7월 11일 뮌헨으로 돌아와 분노하며 사직서를 제출했다. 위원회 구성원들은 그들의 주요 공인이자 연설가의 사임이 당의 종말을 의미할 것임을 깨달았다. 그래서 위원회에 히틀러를 잃지 말라고 로비를 했던 에카르트는 당 지도부로부터 히틀러와 대화하여 그가 당에 복귀할 조건을 전달해 달라는 요청을 받았다. 히틀러는 당 본부가 뮌헨에 남고, 자신이 안톤 드렉슬러를 대신해 당 의장이 되며 당의 독재자, 즉 "총통"이 된다는 조건으로 복귀하겠다고 발표했다. 위원회는 이에 동의했고, 그는 1921년 7월 26일 당에 복귀했다.
에카르트는 또한 히틀러에게 그와 당 주변에 모인 사람들에 대해 조언했다. 예를 들어, 준포르노그라피적인 《데어 슈튀르머》(Der Stürmer)의 발행인이자 극단적인 반유대주의자인 율리우스 슈트라이허에 대해서도 조언했다. 히틀러는 포르노그라피를 혐오했고 슈트라이허의 성적 활동을 못마땅하게 여겼다. 또한 슈트라이허가 일으킨 많은 당내 싸움에 대해서도 괴로워했다. 히틀러에 따르면, 에카르트는 여러 차례 그에게 이렇게 말했다고 한다. "슈트라이허는 교사이며, 여러 면에서 정신 나간 사람이다. 그는 항상 슈트라이허 같은 사람을 지지하지 않고서는 국가사회주의의 승리를 바랄 수 없다고 덧붙였다."
한때 알프레드 로젠베르크가 그 역할을 맡기 전에는 에카르트가 고트프리트 페더와 함께 나치당의 "철학자"로 여겨졌다.

### 멀어지는 사이
히틀러가 자신감을 얻으면서(대부분 에카르트의 지도 덕분이었다.) 멘토로서의 에카르트에 대한 필요성이 줄어들었고, 이로 인해 두 사람의 관계는 서서히 식어갔다.
1922년 11월, 에카르트와 당의 해외 주요 모금책임자인 에밀 간서는 스위스 취리히로 가서 비단 산업의 부유한 기업가 알프레드 슈바르첸바흐를 만났다. 이 여행은 히틀러의 부관인 루돌프 헤스가 가족 관계를 이용해 주선했다. 이 만남에 대한 상세한 기록은 남아있지 않지만, 이듬해 히틀러도 동행하여 재방문이 이루어졌다. 그러나 이 여행은 성공적이지 못했다. 히틀러는 독일 망명자들, 우익 성향의 스위스 장교들, 그리고 수십 명의 스위스 사업가들 앞에서 연설을 했지만, 이 연설과 다음 날의 비공개 회의는 실패로 끝났다. 히틀러는 이 여행의 실패를 에카르트의 사교성 부족 탓으로 돌렸다.
당시 독일 대통령이었던 프리드리히 에베르트에 대한 비방시를 발표한 후, 에카르트는 1923년 초 체포 영장을 피해 "호프만 박사"라는 이름으로 독일-오스트리아 국경 근처의 베르히테스가덴 인근 바이에른알프스로 도망갔다. 4월에 히틀러는 오버잘츠베르크의 펜션 모리츠에 있는 그를 방문했고, "헤어 볼프"(Herr Wolf)라는 이름으로 며칠 동안 그와 함께 머물렀다. 이것이 히틀러가 후에 자신의 산장인 베르크호프를 짓게 될 지역을 처음 접한 계기였다.
히틀러는 알프레트 로젠베르크를 에카르트 대신 《푈키셔 베오바흐터》의 발행인으로 교체했지만, 여전히 에카르트를 높이 평가한다는 점을 분명히 하여 그 충격을 완화했다. "그의 업적은 영원할 것입니다!"라고 히틀러는 말했지만, 그가 단순히 일간지와 같은 큰 사업을 운영할 만한 체질이 아니라고 했다. 히틀러는 다음과 같이 말했다. "나도 그것을 할 수 없을 것입니다. 나는 그것을 할 줄 아는 몇 사람을 얻은 것이 행운입니다. ... 그것은 마치 내가 농장을 운영하려고 하는 것과 같을 것입니다! 나는 그럴 수 없을 것입니다." 그럼에도 불구하고 히틀러와 에카르트 사이에 긴장이 나타나기 시작했다. 한 여성에 대한 각자의 행동을 둘러싼 개인적인 의견 차이뿐만 아니라, 에카르트가 뮌헨에서 시작된 폭동이 성공적인 전국적 혁명으로 발전할 수 있다고 믿지 않는 것에 대해 히틀러가 짜증을 내기도 했다. 에카르트는 이렇게 말했다. "뮌헨은 베를린이 아닙니다. 그것은 궁극적인 실패 외에는 아무것도 가져오지 않을 것입니다."
히틀러를 천재이자 메시아로 홍보하는 데 자신이 큰 역할을 했음에도 불구하고, 1923년 5월 에카르트는 히틀러의 또 다른 멘토인 에른스트 "푸치" 한프슈텡글에게 히틀러가 자신을 성전에서 환전상을 내쫓는 예수와 비교한 후 "메시아 콤플렉스와 네로주의의 중간쯤 되는 과대망상증"에 빠져있다고 불평했다.
에카르트에 대한 일시적인 짜증과 실무적인 면에서 에카르트의 비현실성에 동기를 부여받아, 히틀러는 에카르트의 도움 없이 당을 운영하려 시도하기 시작했고, 정치적 운영자로서 에카르트를 다시 사용해야 할 때 그 결과는 실망스러웠다. 히틀러는 에카르트의 무질서함과 늘어난 음주로 인해 그를 정치적 부담으로 보기 시작했다. 그러나 히틀러는 자신의 길을 가로막았던 다른 초기 동료들을 버리거나 소외시켰던 것과는 달리 에카르트를 버리지 않았다. 그는 지적으로나 감정적으로 에카르트와 가깝게 지냈고, 계속해서 산속에 있는 그를 방문했다. 두 사람의 관계는 단순히 정치적인 것이 아니었다.
1923년 11월 9일, 에카르트는 실패한 뮌헨 폭동에 참여했다. 그는 체포되어 히틀러와 다른 당 관리들과 함께 란츠베르크 교도소에 수감되었지만, 병으로 인해 곧 석방되었다. 그 후 요양을 위해 베르히테스가덴으로 갔다.

### 천재이자 메시아로서의 히틀러
에카르트는 히틀러를 독일의 장래 구원자로 선전했다. 에카르트의 영웅인 오토 바이닝거는 천재와 유대인이 대립하는 이분법을 공식화했다. 바이닝거의 견해에 따르면, 천재는 남성성과 비물질주의의 정수였고, 유대인은 가장 순수한 형태의 여성성이었다. 에카르트는 이 철학을 받아들였고, 천재의 역할이 세상에서 유대인의 해로운 영향을 제거하는 것이라고 생각했다. 독일 사회의 많은 부분이 비슷한 견해를 가지고 있었고, 구세주, "독일의 메시아", 즉 대공황과 제1차 세계 대전을 종결짓는 베르사유 조약의 경제적 영향으로 인해 빠져든 경제적, 정치적 혼란에서 그들을 이끌어낼 천재를 찾고 있었다.
에카르트의 지도 아래 히틀러는 처음으로 자신을 그러한 인물, 즉 우월한 존재로 생각하기 시작했다. 천재는 타고나는 것이지 만들어지는 것이 아니라는 것이 일반적인 믿음이었기 때문에, 그는 자신이 에카르트와 다른 이들에게 지도받았다고 말할 수 없었다. 따라서 《나의 투쟁》에서 히틀러는 에카르트나 카를 마이어, 또는 세상이 이제 천재성을 타고난 아돌프 히틀러, 독일의 메시아로 보도록 만드는 데 도구가 되었던 다른 사람들을 언급하지 않았다.
1920년 12월 당이 《푈키셔 베오바흐터》를 구입하고 에카르트가 편집장으로, 로젠베르크가 그의 조수로 취임한 직후, 두 사람은 이 신문을 "히틀러 신화"를 퍼뜨리는 수단으로 사용하기 시작했다. 이는 히틀러가 우월한 존재, 천재이며 신성한 독일의 메시아, 즉 선택받은 자라는 개념이었다. 이 신문은 히틀러를 단순히 나치당의 지도자로 언급하지 않았다. 대신 그는 "독일의 지도자"였다. 바이에른의 다른 신문들도 히틀러를 "바이에른의 무솔리니"라고 부르기 시작했다. 히틀러의 특별함에 대한 이 아이디어는 퍼지기 시작해서, 2년 후인 1922년 11월에는 《트라운슈타이너 보헨블라트》 신문이 "대중들이 [히틀러]를 그들의 지도자로 추대하고, 어떤 상황에서도 그에게 충성을 바칠" 때를 내다보게 되었다.

## 사망
에카르트는 1923년 12월 26일 베르히테스가덴에서 심근 경색으로 사망했다. 베르히테스가덴의 옛 묘지에 묻혔는데, 이곳은 후에 나치당 관리 한스 라머스와 그의 아내, 딸의 무덤이 들어선 곳에서 멀지 않은 곳이었다.
히틀러는 《나의 투쟁》 제1권에서 에카르트를 언급하지 않았지만, 에카르트의 사망 후 제2권을 그에게 헌정했다. 히틀러는 에카르트에 대해 "우리 민족의 각성을 위해 자신의 삶을 바친 최고의 인물 중 한 명으로, 그의 글과 사상, 그리고 마지막으로 그의 행동을 통해 그렇게 했다"고 썼다. 사적으로 그는 에카르트의 역할이 자신의 멘토이자 스승이었음을 인정했으며, 1942년에 그에 대해 이렇게 말했다. "우리는 모두 그때 이후로 앞으로 나아갔기 때문에, 우리는 [에카르트]가 그때 어떤 존재였는지 보지 못한다. 그는 북극성 같은 존재였다. 다른 모든 이들의 글은 진부함으로 가득 차 있었지만, 그가 당신을 꾸짖을 때는 얼마나 재치 있었던가! 나는 그때 문체면에서 단지 유아에 불과했다." 히틀러는 후에 그의 비서 중 한 명에게 에카르트와의 우정이 "1920년대에 경험한 가장 좋은 일 중 하나"였으며, 그 이후로 "생각과 감정의 조화"를 그토록 느꼈던 친구는 다시 없었다고 말했다.

## 헌정

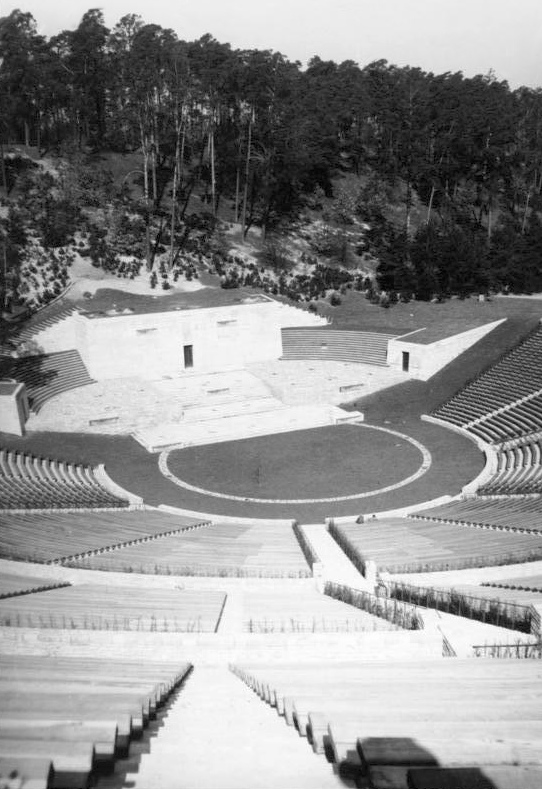
1939년 디트리히-에카르트-뷔네

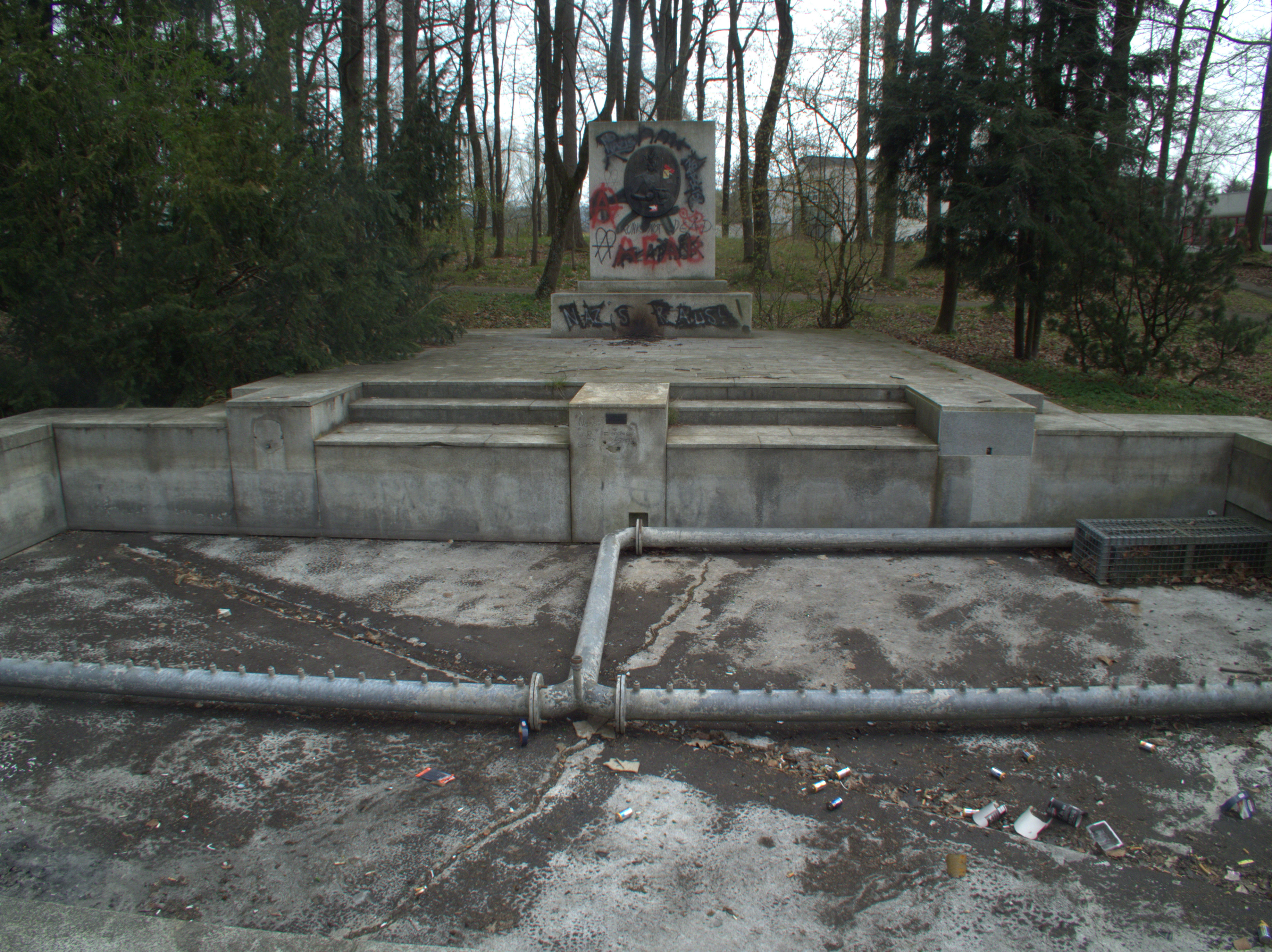
반나치와 네오나치 낙서로 뒤덮인 노이마르크트의 옛 디트리히 에카르트 기념관 유적

나치 시대 동안 에카르트를 기리는 여러 기념비와 기념물이 만들어졌다. 히틀러는 1936년 하계 올림픽을 위해 개장했을 때 베를린 올림픽 경기장 근처의 경기장(현재는 발트뷔네로 알려진)을 "디트리히-에카르트-뷔네"라고 명명했다. SS해골부대의 제5연대에는 "디트리히 에카르트"라는 명예 칭호가 주어졌다. 1937년 에멘딩겐의 실과중학교가 확장되어 "디트리히-에카르트 남자 중학교"로 개명되었다. 여러 새로운 도로들도 에카르트의 이름을 따서 명명되었다. 이 모든 것들은 이후 개명되었다.
에카르트의 출생지인 노이마르크트인데어오버팔츠는 공식적으로 "디트리히-에카르트-슈타트"라는 접미사가 추가되어 개명되었다. 1934년, 아돌프 히틀러는 시립공원에 그를 기리는 기념비를 설립했다. 이 기념비는 이후 이 도시에서 태어났을 것으로 추정되는 덴마크 왕  바이에른의 크리스토페르(1416년~1448년)를 기리는 것으로 재헌정되었다.
1938년 3월, 파사우가 오베르하우스 성에서 에카르트의 70번째 생일을 기념했을 때, 시장은 디트리히-에카르트-재단의 설립뿐만 아니라 에카르트가 수감되었던 방의 복원도 발표했다. 또한 에카르트의 이름을 딴 거리도 헌정되었다.

## 아이디어와 평가
에카르트는 나치즘의 정신적 아버지로 불렸으며, 실제로 히틀러는 그를 나치즘의 정신적 공동 창시자로 인정했다.
에카르트는 제1차 세계 대전을 독일인과 비독일인 사이의 성전으로 보지 않았다. 이는 전쟁 말기에 때때로 그렇게 해석되었지만, 그는 이를 아리아인과 유대인 사이의 성전으로 보았다. 그에 따르면 유대인들이 러시아와 독일 제국의 몰락을 획책했다는 것이다. 이 종말론적 투쟁을 묘사하기 위해 에카르트는 라그나로크 전설과 요한계시록에서 광범위한 이미지를 차용했다.
1925년, 에카르트의 미완성 에세이 《모세에서 레닌까지의 볼셰비즘: 히틀러와 나의 대화》(Der Bolschewismus von Moses bis Lenin: Zwiegespräch zwischen Hitler und mir)가 사후에 출판되었다. 마가레테 플레브니아는 에카르트와 히틀러 사이의 대화가 에카르트 자신의 창작이라고 여겼지만, 에른스트 놀테, 프리드리히 헤어, 클라우스 숄더는 (로젠베르크가 에카르트의 노트를 사용해 완성하고 사후 출판했다고 주장하는) 이 책이 히틀러 자신의 말을 반영한다고 생각한다. 따라서 역사학자 리처드 스테이그먼골은 "이 책은 여전히 [에카르트] 자신의 견해를 나타내는 신뢰할 만한 지표로 남아 있다"고 믿었다.

스테이그먼골은 해당 저서에서 다음과 같이 인용하고 있다.
그리스도, 즉 모든 남성성의 화신에서 우리는 필요한 모든 것을 발견한다. 때때로 우리가 발드르(북유럽 신화의 신)에 대해 언급할 때, 우리의 말에는 항상 어떤 기쁨, 어떤 만족감이 담겨 있다. 그것은 우리의 이교도 조상들이 이미 매우 기독교적이어서 이상적 인물 안에서 그리스도의 징표를 가지고 있었다는 점에서 비롯된다.
스테이그먼골은 "이교도주의나 반기독교 종교를 옹호하는 것과는 거리가 멀게, 에카르트는 독일의 전후 혼란기에 그리스도가 본받아야 할 지도자라고 여겼다"고 결론지었다. 그러나 역사학자 에른스트 피퍼는 국가사회주의 독일 노동자당(NSDAP) 초기 당원들의 그리스도 숭모와 기독교와의 긍정적 관계에 대한 스테이그먼골의 견해를 일축했다. 에카르트는 바이에른 인민당과 그 전국적 동맹인 중앙당의 정치적 가톨릭주의에 열렬히 반대했으며, 대신 모호하게 정의된 "긍정적 기독교"를 지지했다. 에카르트는 《푈키셔 베오바흐터》지를 통해 바이에른 가톨릭 신자들을 나치의 대의로 끌어들이려 했지만, 그 시도는 뮌헨 폭동 사건으로 끝나게 되었고, 이로 인해 나치는 바이에른 가톨릭 신자들과 대립하게 되었다.
조셉 하워드 타이슨은 에카르트의 반구약성서적 견해가 초기 기독교 이단인 마르키온파와 강한 유사성을 보인다고 기술한다.

1935년 알프레트 로젠베르크는 《디트리히 에카르트: 유산》(Dietrich Eckart. Ein Vermächtnis)이라는 제목의 책을 출간했는데, 여기에는 에카르트의 글들이 수록되어 있으며 다음과 같은 구절이 포함되어 있다:
천재가 된다는 것은 영혼을 사용하고, 신성을 추구하며, 비열함에서 벗어나는 것을 의미한다. 이것이 완전히 달성될 수 없다 하더라도, 선의 반대되는 것을 위한 여지는 없을 것이다. 이는 천재가 위대한 예술가로서 모든 형태와 색채로 존재의 비참함을 묘사하는 것을 막지 않는다. 그러나 그는 이를 관찰자로서 행하며, 참여하지 않고, 분노도 편견도 없이 행하며, 그의 마음은 순수하게 남는다. ... 이에 대한 이상은, 다른 모든 면에서와 마찬가지로 그리스도이다. "너희는 사람의 기준으로 판단하나 나는 아무도 판단하지 아니하노라"라는 그의 말씀은 감각의 영향으로부터 완전히 신성한 자유를, 예술을 매개체로 하지 않고도 세속적 세계를 극복함을 보여준다. 다른 한편으로 하이네와 그의 인종이 있다... 그들이 하는 모든 것은 ... 동기, 즉 세계를 정복하는 데 집중되며, 이것이 잘 되지 않을수록 그들의 동기를 만족시키기 위한 작업은 더욱 증오로 가득 차게 되고, 목표에 도달하려는 모든 시도는 더욱 기만적이고 오류투성이가 된다. 진정한 천재의 흔적은 없으며, 천재의 남성성과는 정반대이다...

### 성격
초기 나치 지지자 에른스트 한프슈텡글은 에카르트를 "바다코끼리처럼 생긴, 구식 바이에른인의 전형적인 예"로 기억했다. 언론인 에드거 안셀 모러는 에카르트를 "기이하고 술에 취한 천재"로 묘사했다. 그의 반유대주의는 다양한 신비주의 학파에서 비롯되었다고 여겨지며, 그는 히틀러와 함께 예술과 세계사에서 유대인의 위치에 대해 논의하는 데 많은 시간을 보냈다. 새뮤얼 W. 미첨은 에카르트를 "괴짜 지식인"이자 "극단적인 반유대주의자"로 부르면서도 "세상 물정에 밝고" "와인과 여성, 육체적 쾌락을 즐기는" 사람이라고 말한다. 앨런 벌록은 에카르트를 "격렬한 국수주의적, 반민주주의적, 반교권주의적 의견을 가진 인종차별주의자로, 북유럽 민간전승에 대한 열정과 유대인 혐오에 대한 취향을 가진" 인물로 묘사한다. 그는 "술에 취했을 때도 말을 잘했고" "뮌헨의 모든 사람을 알고 있었다". 리처드 J. 에반스에 따르면, "실패한 인종차별주의 시인이자 극작가"인 에카르트는 자신의 경력 실패를 독일 문화에 대한 유대인의 지배 탓으로 돌렸고, 전복적이거나 물질주의적인 것은 모두 "유대적"인 것으로 정의했다. 요아힘 C. 페스트는 에카르트를 "거칠고 우스꽝스러운 인물로, 둥근 머리에 좋은 와인과 저속한 대화를 좋아하는" 사람으로 묘사하며, "솔직하고 단순한 태도"를 지녔다고 한다. 그의 혁명적 목표는 "진정한 사회주의"를 촉진하고 나라를 "이자 노예 제도"에서 해방시키는 것이었다. 토머스 웨버에 따르면, 에카르트는 "쾌활하지만 변덕스러운 성격"을 가졌으며, 존 톨런드는 그를 "천재의 기질이 있는 독특하고 방탕한 사람"이자 "키가 크고 대머리에 뚱뚱한 괴짜로, 대부분의 시간을 카페와 맥주홀에서 술과 대화에 동등한 관심을 기울이며 보냈다"고 묘사한다. 그는 "타고난 낭만적 혁명가...카페 논쟁의 대가였다. 감상적인 냉소주의자이자 진실한 사기꾼으로, 늘 무대 위에 있는 듯했고, 자신의 아파트에서든, 거리에서든, 카페에서든 약간의 기회만 주어지면 훌륭하게 강연했다."

## 저작
- "모세에서 레닌으로의 볼셰비즘: 아돌프 히틀러와 나의 대화" 영어 번역(PDF)

## 주해
1. ↑  에카르트는 툴레 협회의 회원이 아니었을 뿐만 아니라, 독일 노동자당(DAP)이나 나치당(NSDAP)에도 공식적으로 가입한 적이 없었다. Ullrich (2017), pp.105-107
2. ↑  로젠베르크의 독일어 원문 "Genie sein heißt Seele betätigen, heißt zum Göttlichen streben, heißt dem Gemeinen entrinnen; und wenn das auch nie ganz gelingt, für das gerade Gegenteil des Guten bleibt doch kein Spielraum mehr. Das hindert nicht, dass der geniale Mensch die Erbärmlichkeiten des Daseins in allen Formen und Farben zeigt, als großer Künstler, der er dann ist; aber das tut er betrachtend, nicht selbst mitgehend, sine ira et studio, unbeteiligten Herzens. ... Das Ideal aber in dieser, wie überhaupt in jeder Beziehung ist Christus; das eine Wort "Ihr richtet nach dem Fleisch, ich richte niemand" offenbart die göttlichste Freiheit vom Einfluss des Sinnlichen, die Überwindung der irdischen Welt sogar ohne das Medium der Kunst. Am entgegengesetzten Ende aber steht Heine mitsamt seiner Rasse, ... gipfelt alles ... im Zweck, die Welt sich gefügig zu machen; und je mehr dies misslingt, desto hasserfüllter das Werk, mit dem das Ziel erreicht werden soll, desto listiger und verlogener aber auch jeder neue Versuch, ans Ziel zu gelangen. Vom wahren Genie keine Spur, gerade das Gegenteil seiner Männlichkeit ... ."

### 서지
- Bracher, Karl Dietrich (1970). 《The German Dictatorship: The Origins, Structure and Consequences of National Socialism》. 번역 Jean Steinberg. New York: Penguin Books. ISBN 0-14-013724-6.
- Bullock, Alan (1964). 《Hitler: A Study in Tyranny》. New York: Harper & Row. ISBN 0-06-131123-5.
- Bullock, Alan (1991). 《Hitler and Stalin: Parallel Lives》. New York: Alfred A. Knopf. ISBN 0-394-58601-8.
- Evans, Richard J. (2003). 《The Coming of the Third Reich》. New York: Penguin Books. ISBN 0-14-303469-3.
- Fest, Joachim C. (1975). 《Hitler》. 번역 Richard and Clara Winston. New York: Vintage Books. ISBN 0-394-72023-7.
- Kershaw, Ian (1991). 《Hitler》. Profiles in Power. Harlow, England: Pearson Education. ISBN 0-582-43756-3.
- Kershaw, Ian (2008). 《Hitler: 1889-1936: Nemesis》. New York: W. W. Norton & Company. ISBN 978-0-393-04671-7.
- Kershaw, Ian (1999). 《Hitler: A Biography》. New York: W. W. Norton & Company. ISBN 0-393-06757-2.
- Mitcham, Samuel W. Jr. (1996). 《Why Hitler?: The Genesis of the Third Reich》. Westport, Connecticut: Praeger. ISBN 0-275-95485-4.
- Plewnia, Magarete (1970). 《Auf dem Weg zu Hitler. Der 'völkische' Publizist Dietrich Eckart》 (독일어). Bremen: Schünemann Universitätsverlag. ISBN 978-3-7961-3007-6.
- Rosenberg, Alfred (1935). 《Dietrich Eckart: Ein Vermächtnis》 (독일어). Munich: Franz Eher Nachfolger.
- Rosmus, Anna (2015). 《Hitlers Nibelungen》 (독일어). Grafenau: Samples Verlag. ISBN 978-3-938401-32-3.
- Shirer, William L. (1960). 《The Rise and Fall of the Third Reich: A History of Nazi Germany》. New York: Simon and Schuster.
- Steigmann-Gall, Richard (2003). 《The Holy Reich: Nazi Conceptions of Christianity, 1919–1945》. Cambridge: Cambridge University Press. esp. 17–19쪽. ISBN 978-0-521-82371-5.
- Toland, John (1976). 《Adolf Hitler》. Garden City, New York: Doubleday. ISBN 0-385-03724-4.
- Ullrich, Volker (2017). 《Hitler: Ascent: 1889–1939》. 번역 Jefferson Chase. New York: Vintage. ISBN 978-1-101-87205-5.
- Weber, Thomas (2017). 《Becoming Hitler: the Making of a Nazi》. New York: Basic Books. ISBN 978-0-465-03268-6.